# Eduard von Trzcinski

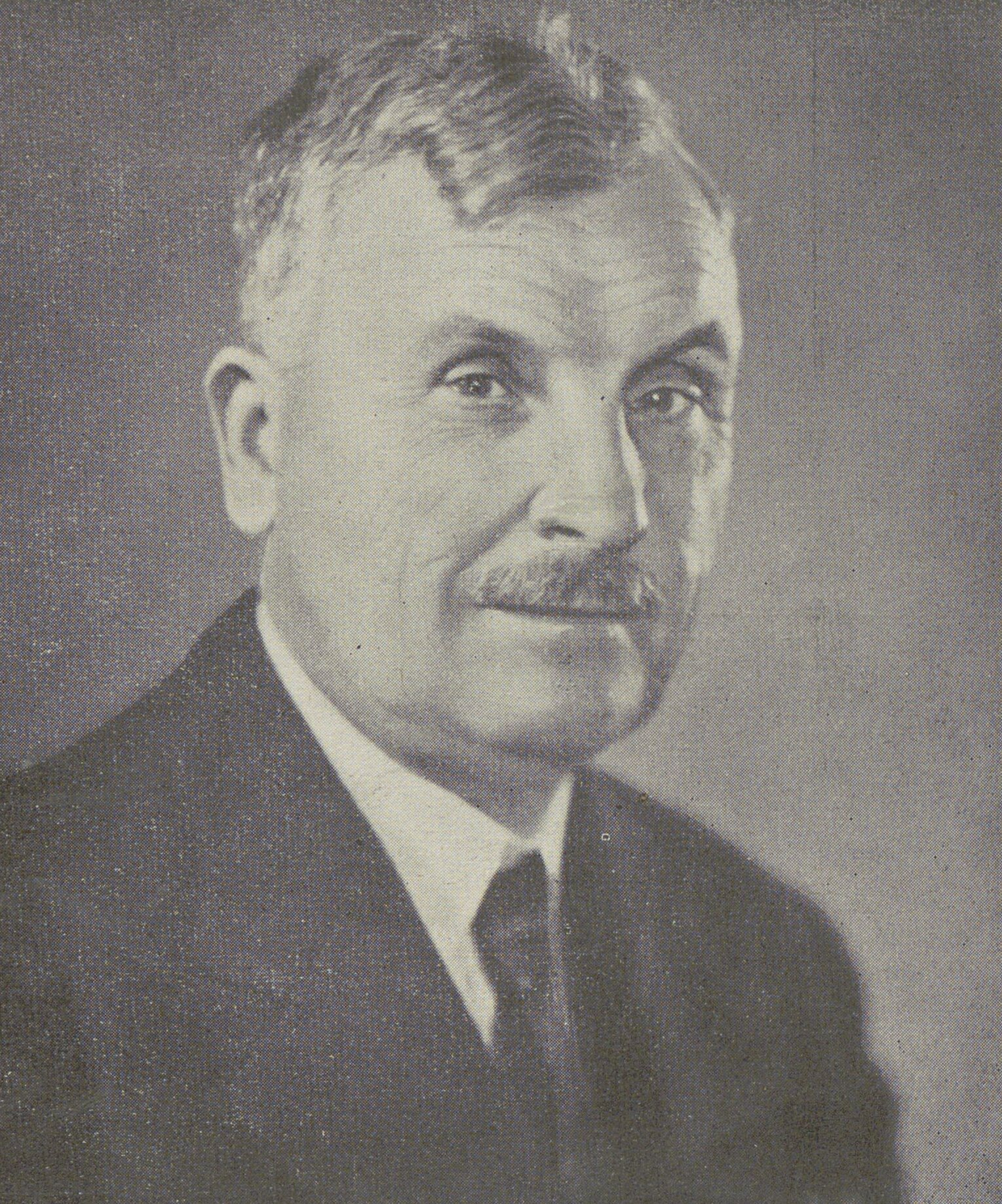
Eduard von Trzcinski

Eduard von Trzcinski, polnisch:Edward Prandota-Trzciński na Trzcinnie h. Rawicz, (* 14. Februar 1874 in Schloss Popowo; † 27. Oktober 1948) war Gutsbesitzer und Mitglied des Deutschen Reichstags.

## Leben
Trzcinski besuchte zuerst das katholische Gymnasium ad sanctam Mariam Magdalenam zu Posen, dann dasjenige zu Inowrazlaw, wo er das Abiturientenexamen bestand. Er studierte an der Landwirtschaftlichen Hochschule zu Berlin und Staatswissenschaften auf den Universitäten zu Berlin und München, wo unter Leitung von Lujo Brentano nach Einreichung der Dissertation über die Entwicklung des polnischen Genossenschaftswesens in Posen und Westpreußen promovierte. Er widmete sich danach der Landwirtschaft und übernahm und bewirtschaftete das Gut Gocanowko im Kreis Strelno.
Von 1907 bis 1912 war er Mitglied des Deutschen Reichstags für den Wahlkreis Posen 9 (Krotoschin, Koschmin) und die Polnische Fraktion.